# Scleroză laterală amiotrofică
Scleroza laterală amiotrofică (SLA), cunoscută și ca boala lui Lou Gehrig sau boala lui Charcot, reprezintă o boală ce implică moartea neuronilor specifică. În Regatul Unit al Marii Britanii, termenul de boala neuronului motor  (BNM) este utilizat de obicei, în timp ce alții folosesc acest termen pentru un grup de cinci afecțiuni, dintre care SLA este cea mai comună. SLA se caracterizează prin rigiditate musculară, spasme musculare și agravarea treptată a slăbiciunii cauzată de pierdere musculară. Aceasta duce la dificultate de vorbire, înghițire și eventual respirație.

## Istoric
Descrieri ale acestei boli datează încă din anul 1824, cel puțin, și au fost relatate de către Charles Bell. În 1869, legătura dintre simptome și problemele neurologice de bază au fost prima dată descrise de către  Jean-Martin Charcot, care, în anul 1874, a început să utilizeze termenul de scleroză laterală amiotrofică. A devenit binecunoscută în Statele Unite ale Americii atunci când faimosul jucător de baseball Lou Gehrig a fost afectat, și în secolul XX, atunci când Stephen Hawking a devenit faimos pentru realizările sale științifice. În 2014, videoclipuri cu provocarea ice bucket (găleata cu gheață) au devenit virale pe internet și au crescut gradul de conștientizare publică.

## Cauze și mecanisme
Cauza nu este cunoscută la 90% și până la 95% dintre cazuri. Aproximativ 5-10% dintre cazuri sunt moștenite de la părinții unei persoane. Aproximativ jumătate dintre aceste cazuri genetice apar din cauza a una sau două gene. Duce la moartea neuronilor care controlează mușchii voluntari. Diagnosticul este bazat pe semnele și simptomele unei persoane, acestea fiind testate pentru a exclude alte potențiale cauze.

## Tratament, prognoză și epidemiologie
Nu există leac pentru SLA. Un medicament numit riluzol poate mări durata de viață cu aproximativ două sau trei luni. Ventilația non-invazivă poate duce la îmbunătățirea calității și longevității vieții. Boala începe, de obicei, în jurul vârstei de 60 de ani, iar în cazurile moștenite, în jurul vârstei de 50 de ani. Media de supraviețuire de la debut și până la deces este între trei și patru ani. Aproximativ 10% supraviețuiesc mai mult de 10 ani. Majoritatea mor din cauza insuficienței respiratorii. În multe părți ale lumii, ratele de SLA sunt necunoscute. În Europa și în Statele Unite ale Americii, boala afectează aproximativ 2 persoane din 100.000, în fiecare an. Corporația Mitsubishi Tanabe Pharma a anunțat recent că a primit autorizația de a comercializa Radicut® (sau Edaravone ori MCI-186) pentru a trata SLA în Japonia în anul 2015. Din 2017 medicamentul a primit autorizația de a comercializa Radicava în SUA.